# ARMORED CORE TOWER CITY BLADE
『ARMORED CORE TOWER CITY BLADE』（アーマード・コア タワーシティブレード）は、氷樹一世（作画）、フロム・ソフトウェア／後藤広幸（監修・協力）による日本の漫画。「月刊ドラゴンエイジ」（富士見書房）にて2007年2月号から6月号まで連載された。

## 概要
『アーマード・コアシリーズ』としては初の公式漫画作品であり、世界設定は『アーマード・コア ネクサス』のそれをベースにしている。
タイトルにある"TOWER"という単語は、本作と同じ都市“パスカ”を舞台とする公式小説『ARMORED CORE FORT TOWER SONG』において重要なファクターとなっており、最終話にて登場する超演算プロセッサやカイルスフィールドも、本来は同作用の設定であると思われる。

## あらすじ
企業統治の解体と国家の再台頭により、地域紛争が激化の一途を辿る時代。その戦場にはアーマード・コア（AC）の姿が常にあった。
しかし、ACの活躍の場は戦場だけに留まらず、アリーナと呼ばれる合法的な戦闘を行う場があった。
そして、ACを駆る者はレイヴンと呼ばれた。

## 登場人物
橘花（きっか）
本作の主人公。軽量2脚型AC“ヴァルカンセイバー”を駆るレイヴン（ただし同じ時系列の『ACNX』に登場するレイヴンズアークには所属していない）であり、傭兵組織“フライトネスト”の準メンバー。17歳。いわゆるボク少女。そして巨乳（そのためパイロットスーツは特注品）。
3年前のテキスタン軍のフェルトリカ領侵攻作戦で命を落とした父親のザラマンダー（レイヴンとしての通り名であり、本名ではない）もまたレイヴンであり、フェルトリカ軍への憎悪を糧にレイヴンとなった経緯を持つ。また、父親への敬意も込めて、ヴァルカンセイバーのパーツ構成は変更していない。
父親が命を落とした原因は、コクピットを意図的に外す戦法であると捉えたため、アリーナにおいてはコアパーツに積極的に攻撃を仕掛けることが多い。これは他のレイヴンから良い評価を受けていない。技術的な面ではオーバードブーストの制御には光るものがあるが、それ以外は最低レベルとの指摘もある。
本名はアリーシャ・ジョーンズ。また、スタッフの間では「ぼいん」というあだ名が付けられていた（単行本あとがきより）。
シュトルヒ
本作のサブ主人公。重量2脚型AC“アンバーメイデン”を駆るレイヴンであり、橘花同様にフライトネストの準メンバー。16歳。
幼少期からACの整備技術を父親に学んでおり、レイヴンズアーク専属の整備士でもある。整備の腕はアークでも指折りとされるほど。
3年前のテキスタン軍のフェルトリカ領侵攻作戦で両親を失い、自身も右腕を失っている。このため、作中において右腕は義手となっている。この経験によりテキスタン、ひいてはその作戦に参加していたフライトネストに対して強い憎悪を抱いており、フライトネストに接触したのもテキスタンの情報を得るために過ぎない。ただし橘花とは友人として接している。
ちなみに、アンバーメイデンの構成パーツの多くは、『アーマード・コア3』のOPムービーに登場した“ミラージュ重装型”のそれと重複している。
本名はエルザ・ハイドリヒ（ただし、直接言及されるシーンは無い）。ライヘンベルグの生き別れた娘でもある。
ロック
傭兵組織“フライトネスト”の現リーダー。先代を務めたザラマンダー（橘花の父）とは戦友の関係にあるレイヴンであり、かつてはレジスタンスのサポートで名を挙げていた。36歳。重量2脚AC“リトルボーイ”を駆る。
橘花が生まれた当初から一緒に暮らしており、ザラマンダーの死後は実の娘同然に接している。
表向きはバー"Route66"を経営している。
スタッフの間（制作サイド）では「ハゲ」と呼ばれていた。
スピットファイア
“フライトネスト”のメンバー。4脚AC“タイタンフィスト”を駆るレイヴン。30歳。
作者曰く「アゴ」というあだ名で制作中は呼ばれていた。
ミーティア
“フライトネスト”のメンバー。フロートAC“エロース”を駆る。23歳。
作者曰くスタッフの間では「人妻」とあだ名されていた。なお、作中に彼女の子供と思しき赤子が登場するが、肝心の夫は作中に一度も登場していない。
フライトネスト入隊時期はスピットファイア以後（直接の言及はなされていないが、彼女の回想におけるフライトネストの編成にはタイタンフィストも含まれている）。
ライヘンベルグ
パスカにおいて、アリーナのトップに君臨するレイヴン。全ての兵装を近接格闘用装備で統一した中量2脚AC“グリムファング”を駆る。
男性であることとその戦闘スタイル以外の情報を明かしてはいなかったが、橘花に対してはメールを通してアドバイスを加えており、それゆえに彼女にとっての憧れの存在でもあった。
顔に斜めに走る大きな傷跡があり、左右の眼の色が異なる。ただし失明しているか否かは不明。
なお、元々の所属はフェルトリカ軍AC特殊部隊隊長であり、橘花の父であるザラマンダー（フレデリック・ジョーンズ）の命を奪った人物（その背景に関しては作品の尺の都合上、明かされていない）。従って、彼女の仇敵でもある。また、橘花に支援を加えていた理由に関しては「贖罪」「（ザラマンダーへの）手向け」と言葉少なに語っている。
本名はアルフレド・ハイドリヒ。実はシュトルヒの父親。
作者曰く、当初の設定はかなりの極悪タイプだったが、フロム側の監修を受けた結果として「『ACTCB』随一の良い人」となった。
カタリナ
アーク所属のレイヴン。21歳だが外見は非常に幼く、橘花は12歳と勘違いした。これは彼女が8年前に企業の生体実験の被験者となったためであり、それ以来外見に変化が現れていない。
ゲーム版で言うところの強化人間であり、ACの操縦技術に関しては十分に通じるレベルを持つ（実際に強化人間であるという記述は無く、ただ「選ばれた者」と呼ばれているだけであり、また作者自身が彼女の事を強化人間ではないと公言している）。ただしその代償として、肉体的成長が停止したことに加えて全身の筋肉が徐々に硬直しつつあり、長くない命である。また、作中では一言も台詞を発しないが、これは人体実験の影響によるものであると考えられる。
搭乗機体は軽量2脚型AC“アテナ0”（アテナウーラノス）。
ランサー
アーク所属のレイヴン。カタリナとは同郷であり、レイヴンとなる以前はとある小規模なコミュニティで少年兵として活動していた。
カタリナの命が短いことを既に承知しており、彼女を護るという一点が彼の行動規範と言っても過言ではない。
搭乗機体は重量2脚型AC“アレス0”（アレスウーラノス）
ザラマンダー
先代のフライトネストのリーダーにして、橘花の父。決してコクピットを狙わず、それにもかかわらず勝利を収められるだけの操縦技術を持っているが、それを行うのは後に味方に引き入れるため。スピットファイアやミーティアもかつて彼と交戦し、敗北を喫した経験がある。
本名はフレデリック・ジョーンズ。
なお、本作の登場キャラクターの名前は（特に第二次大戦期の）軍用機の名称と共通するところが多い。
- 橘花：日本初の純国産ジェット機、橘花
- シュトルヒ：ドイツの小型連絡機、フィーゼラーFi156 シュトルヒ
- ロック：イギリス海軍の艦上戦闘機、ロック
- スピットファイア：イギリス空軍の戦闘機、スピットファイア
- ミーティア：イギリス初の実用ジェット戦闘機、ミーティア
- ザラマンダー：ドイツの小型ジェット戦闘機、ハインケルHe162の通称（正式にはシュパッツであり、スズメの意）
- ライヘンベルグ：ドイツの試作パルスジェット機であり、V1飛行爆弾を有人化したフィーゼラーFi 103Rライヘンベルグ
- ランサー：アメリカ陸軍航空隊の戦闘機、P-43ランサーもしくはアメリカ空軍の戦略爆撃機、B-1ランサー
- カタリナ：アメリカ海軍の哨戒飛行艇、PBYの通称。

## 機体
ヴァルカンセイバー
本編において橘花が搭乗する軽量2脚型の機体。ハイレーザーライフル"WH04L-KRSW"を装備しているとはいえ、総合的に見れば火力も低い。いわゆるネタ機体。
装甲を犠牲にし、機動力のみに重点を置いた極端なアセンブリであり、乗り手を選ぶ非常に扱いにくい機体構成である。彼女がこの機体構成にこだわるのは、レイヴンとしての父親に対する敬意の念からである。
アンバーメイデン
シュトルヒの乗機で、重量二脚型。ヴァルカンセイバーとは対照的に高火力･重装甲だが、反面機動力は劣る。
構成パーツの多くはAC3のミラージュ重装型と重複している（オリジナルの機体をあまり作ろうとしないのは、作者の作画力の欠如であるとし、批判される場合もある）。作者曰く大艦巨砲主義の女の子が好きで考案したとの事。
第四話で背部武装をカルテットキャノン（4連装レーザーキャノン）"WB30Q-CHIMERA"に変更する等の再調整を施した『アンバーメイデンVU（ベクター・ユニット）』となっている。
タイタンフィスト
スピットファイアの機体。中・近距離戦闘を主観に置いた四脚型。
近距離で両腕のマシンガン"WH03M-FINGER"を浴びせ、弱った所にグレネードランチャーでトドメを刺す戦法が主体のようである。
『NX』及び『LR』に登場するAC『バレットライフ』に構成が類似している。
その変更点は、武装が主で、チェーンガンをグレネードに変更するなど、作画が難しい部位を変更してという色合いが強い（このことが、一部で批判を呼んでいる）。
リトルボーイ
ロックの愛機。拠点制圧及び火力支援を想定した重量二脚型。
武装の装弾数はあまり多くなく、継戦能力に疑問が残る。
エロース
ミーティアの乗機。ミサイルとオービットキャノンによる中距離戦を主観に置いたフロート型。
グリムファング
ライヘンベルグの愛機。近距離での機動戦を追求した中量二脚型。
右腕に射突型ブレード"NIOH"、左腕にブレード"WL-MOONLIGHT"、背部武装に追加ブースター"WB31B-PEGASUS"を装備。
近接戦闘に不必要な要素を徹底的に排除したその構成はヴァルカンセイバー以上に偏っており、搭乗するレイヴンに高い技量を要求する。
アテナO（ウーラノス）
レールガンとレーザーライフル、ブレードを装備したカタリナの乗機。
アレスOとの連携を想定した軽量二脚型であり、頭部パーツ"H11-QUEEN"に超演算プロセッサを内装している。
アレスO（ウーラノス）
ランサーの乗機。グレネードライフル及び垂直発射型ミサイルで構成された重量二脚型。
その構成からカタリナの支援を主観に置いているようであり、エクステンションにカイルスフィールドを発生させる特殊パーツ"TXO-KAILS"を搭載している。

## 組織
- テキスタン軍
- フェルトリカ軍
- レイヴンズアーク

## 用語
超演算プロセッサ
“タワー”と呼ばれる施設の機能をAC用に小型化、流用した頭部用内蔵基盤。
通常のAC用頭部基盤の数十倍の演算力、並列処理能力を誇り、対象の予測行動をリアルタイムで捕捉する事で、高速戦闘時でも極めて高い命中精度の維持が可能になる。
ただし、AC用ジェネレータだけでは冷却が間に合わない為、使用するにはカイルスフィールドを併用する事が前提となる。
カイルスフィールド発生装置
“タワー”と呼ばれる施設の機能をAC用に小型化、流用した特殊装置。
周辺に散布したナノマシンによってレーザー等のEN系武装の集束率を低下させる他、ミサイルやロケットといった推進機構を持った実体弾にも干渉し、弾道を逸らせる事で無効化させるフィールドを発生する。
ただし小型化の影響で展開時間は2分と限られている上、内部からの攻撃にも効果が及ぶ為、装置の起動中は自機も攻撃が不可能となる。

## 備考
本作の内容に不満を持った一部読者が作者公式サイトの掲示板でいわゆる「炎上」事件を起こし、一時、掲示板が閉鎖された。

## 単行本
2007年7月9日に角川コミックスドラゴンjr.より刊行されている。全1巻。ISBN 978-4-04-712504-9